# Samuel Masham, 1º Barone Masham
Il generale di brigata Samuel Masham, Barone Masham (Otes in High Laver, 1678/79 – 1758), è stato un nobiluomo inglese.
Fu cortigiano alla corte della regina Anna e marito della sua favorita, Abigail Masham, baronessa Masham.

## Biografia
Masham nacque nel 1678/79, ottavo figlio di Sir Francis Masham, 3° baronetto, e Mary Scott, a Otes in High Laver, la stessa casa in cui John Locke aveva trascorso i suoi ultimi anni. Fu presentato alla famiglia reale come paggio del principe Giorgio di Danimarca, marito della futura regina Anna. Nel 1701 fu promosso alla carica di scudiero. Fu nominato capitano del 2º reggimento di guardie a piedi il 10 gennaio 1704 e brevettato colonnello di fanteria il 20 ottobre.
Incontrò la sua futura moglie, Abigail Hill, intorno al 1704, quando fu nominata Lady of the Bedchamber di Anna Stuart, che ora era regina. Questo è stato l'anno in cui la regina ha confidato al conte di Godolphin che non credeva che lei e Sarah Churchill, duchessa di Marlborough - la sua più cara amica fino ad ora - potessero mai essere di nuovo vere amiche. La duchessa, una Whig, era spesso assente dalla corte, a volte per lunghi periodi, ed era diventata troppo prepotente per la regina. Abigail, una Tory - aiutata dalla sua adulazione e sottomissione - iniziò rapidamente a soppiantare la duchessa negli affetti della regina. Il leader Tory, Robert Harley, probabilmente consigliò Masham dei vantaggi di sposare un favorito reale. Tuttavia, lo stesso Masham lo ha descritto come un incontro d'amore. La coppia si sposò qualche tempo nel 1707, alla presenza della regina che contribuì con 2.000 sterline alla dote di Abigail. La duchessa, che non è stata consultata, ha appreso del matrimonio diversi mesi dopo e la sua successiva discussione con la regina includeva accuse di lesbismo. Questo ha messo completamente la regina contro di lei e ha aperto la strada all'ascesa di Abigail. Nel frattempo, Masham si stava godendo i frutti della posizione di Abigail. Fu promosso generale di brigata nell'esercito e nel 1710 divenne deputato per Ilchester. Nel 1712, Robert Harley, ora conte di Oxford e conte Mortimer, chiese alla regina di creare dodici nuovi pari per approvare i negoziati per il trattato di Utrecht, contro il quale i Whigs erano fermamente contrari. Masham era uno di quelli suggeriti alla Regina; ma acconsentì solo a condizione che Abigail continuasse a fungere da sua comò (non ci si aspettava che una nobiltà svolgesse i compiti più umili della camera da letto). Divenne Barone Masham di Otes, una delle dodici nuove creazioni conosciute come "Harley's Dozen". Dopo la morte della regina Anna nel 1714, il nuovo re, Giorgio I, reintegrò i Whigs - e i Marlborough - a favore. Abigail si ritirò a vita privata, ma Samuel Masham divenne King's Remembrancer nel 1716. Morì nel 1758, sopravvivendo a lungo a sua moglie.